# Владімір Нефф
Владімір Нефф (чеськ. Vladimír Neff 13 червня 1909 Прага — 2 червня 1983 Прага) — чеський письменник, перекладач, сценарист. Один з найплідніших і найпопулярніших чеських письменників середини XX ст. Батько письменника-фантаста Ондржея Неффа.

## Біографія
Владімір Нефф народився 13 червня 1909 року в родині празьких комерсантів. Навчався в елітній початковій школі, а потім у реальній гімназії в Празі, згодом у Женеві (в французькій комерційній гімназії), служив у армії, практикувався в торговельних закладах Відня та Бремена, після навчання влаштувався на підприємство свого батька.
Після повернення на батьківщину, всупереч очікуванням родини, яка сподівалась на те, що він стане продовжувачем сімейної справи, молодий Нефф починає займатися літературою. З 1935 року працює лектором з французької та англійської літератури у празькому видавництві «Меланстріх», але з 1939 року стає професійним письменником.
Пише численні історичні романи, які, головним чином, і зробили йому ім'я, розробляє сімейний та психологічний роман; перекладає з російської, німецької та французької мов; пише кіносценарії («Таємниця крові» (Tajemstvi krve), «Минуле Яни Козінової» (Minulost Jany Kosinove)).
1950 року Нефф недовго працював на кіностудії «Баррандов» (Barrandov) як сценарист.
У 1946—1953 роках мешкав у Слапах (Slapi — селище біля Праги), пізніше тільки у Празі.
У 1977 році підписав Антихартію.
2 червня 1983 року Владімір Нефф помер.

## Творчість
1933 року Нефф опублікував свій перший твір «Турботи Ібрагіма Скали». Це детективно-пародійна повість, де зустрічаються перші ознаки стилю його поетики. В цьому ж стилі він пише й «Паперовий паноптикум» (1934 р.) і «Темперамент Петра Больбека» (1934 р.). Ці твори, як і «Люди в тогах» (1934 р.) не справили враження на тогочасну критику; Нефф у подальшому теж не вважав їх своїм значним досягненням. Однак в них, а також і в «Останньому візнику» (1935 р.) вже досить чітко проступають особливості творчого стилю письменника: гостра сатиричність та іронічність.
В тридцяті роки Владімір Нефф розробляє також сімейний роман: «Маленький велетень» (1935 р.), «Двоє за столом» (1937 р.) і «Бог марноти» (1939 р.) — зразки так званої психологічної прози, що дало письменнику змогу невдовзі створити вже чисто психологічний роман «Тринадцята кімната» (1944 р.). Це твір без видимих часових орієнтирів, дія якого розгортається на влтавському острові Кампа. Зрештою, «Тринадцята кімната» такий самий сімейний роман, але життя дорослих проглядається тут очима дітей хірурга Калісти і адвоката Дивіша. Роман писався під час окупації Чехії нацистською Німеччиною, коли неможливо було вдатися до найменшої критики порядків протекторату. Цей твір вважається найзначнішим із написаного письменником до 1945 року.
По закінченні Другої світової війни Неф захоплюється марксизмом і навіть пише «Філософський словник для самоуків» (1948 р.).
До історичної белетристики Нефф звертається в п'ятдесяті роки, саме в той час, коли література перебувала під сильним пресом вульгарної соціології — в 1953 році виходить його роман «Српновські пани», в якому йдеться про останніх королів чеської династії Пршемисловичів (кінець XIII — початок XIV ст.). Написано роман у формі хроніки замку Српно. Твір вважається одним з найкращих чеських історичних романів десятиліття.
Загалом, історичний роман все більше захоплює письменника, окрім того, його приваблюють розлогі епічні полотна, і в кінці п'ятдесятих — на початку шістдесятих років він працює над пенталогією, у яку увійшли «Шлюби з розрахунку» (1957 р.), «Імператорські фіалки» (1958 р.), «Лиха кров» (1959 р.), «Весела вдова» (1961 р.), «Королівський візник» (1965 р.). Це своєрідне злиття історичного та сімейного романів — дія відбувається в Празі від середини XIX століття до 1945 року, й оповідається тут історія міщанських родин Борнів і Недобилів, тобто пенталогія становить собою розлогу сімейну хроніку із заглибленням у найближчу в часі історію.
1967 року виходить роман «Негаразди пана Гумбла» (Trampoty pana Humbla) — портрет типового пристосуванця: представника нижчого (точніше робітничого класу), який змінює переконання згідно з режимом, кидаючись від войовничих довоєнних фашистів до повоєнних комуністів 50-х років, «змінює шинель і прапор» як тільки це знадобиться, притому себе внутрішньо виправдовує.
У сімдесяті роки Неф друкує трилогію про Петра Куканя: («Королеви не мають ніг», 1973 р., «Перстень Борджіа», 1975 р. і «Прекрасна чарівниця», 1980 р.) (перекладена українською). Вже перший роман трилогії викликав у читача неабияку цікавість, а у критики збентеження своєю бешкетливою формою. Дія трилогії відбувається у першій половині XVII ст., починається у Празі, потім розгортається в Італії, Туреччині та Франції. Загалом, романи просякнуті пародійністю, пустотливістю та своєрідним гумором, проте автор намагається показати, що з-під літературних жартів визирає філософське опрацювання дійсності, глибокі роздуми над долею світу та людини. Трилогія писалась після Празької весни, і мабуть тому Неффові, як і багатьом іншим письменникам, які опинились у соцтаборі, довелося вдаватися до літературних засобів, які могли приховати слизькі теми і водночас надати змогу поговорити про них.
Після смерті письменника, у 1985 році вийшли «Вечори біля каміна» (• Vecery u krbu) — книга спогадів про родину та життя, яка виникла як серія бесід із сином Ондржеєм.

## Твори
- Невдачі Ібрагіма Скали , 1933 — пародія на детектив з фантастичним сюжетом
- Люди в тогах , 1934 — пародія на детектив
- Паперовий паноптикум , 1934
- Темперамент Петра Больбека, 1934
- Маленький гігант , 1935
- Poslední drožkář , 1935 — наукова фантастика
- Двоє за столом , 1937
- Omyl růžového stařečka a jiné pohádky pro malé i velké , 1937
- První nálet , 1937 — наукова фантастика
- Бог суєти , 1939
- Vyhnaní z ráje , 1939
- Минуле Яни Козіновой, 1940
- Pokušitel , 1940
- Před pultem a za pultem , 1940
- Філософський словник для самоуків, 1940–1947
- Soused , 1941
- Gabriela , 1942
- Тринадцята кімната , 1944 — психологічний роман; екранізований 1968 року режисером Отакаром Ваврою
- Marie a zahradník , 1945 — новела
- Nikdo nic neví , 1947
- Mladá léta , 1952
- Српновські пані, 1953 — іронічний історичний роман з часів останніх Пржемисловічів
- Таємниця крові, 1953
- Nezlob, Kristino! , 1956
- Родинна пенталогія:
  -  Шлюби з розрахунку,  1957
  -  Імператорські фіалки,  1958
  -  Погана кров,  1959
  -  Весела вдова,  1961
  -  Королівський візник,  1963
- Pochodně , 1961
- Негаразди пана Гумбла, 1967
- Трилогія:
  -  Королеви не мають ніг,  1973
  -  Перстень Борджа,  1975
  -  Прекрасна чаклунка , 1980
- Вбрання пана де Бальзак, 1981
- Вечори біля каміна, 1986 — книга спогадів.

## Українські переклади
- Королеви не мають ніг, пер. Дмитро Андрухів. — Київ: видавництво «Дніпро», 1989.
- Перстень Борджа, пер. Іван Сварник. — Київ: видавництво «Дніпро», 1990.
- Прекрасна чаклунка: Роман / З чеської переклав Юрій Лісняк // Всесвіт, 1987, №10 – с.2-..., №11 – с. ..., №12 – с.67-113

## Звання
- zasloužilý umělec — 1968,
- národní umělec — 1979